# Ferdinandea ruficornis
Ferdinandea ruficornis là một loài ruồi trong họ Ruồi giả ong (Syrphidae). Loài này được Fabricius mô tả khoa học đầu tiên năm 1775. Ferdinandea ruficornis phân bố ở vùng Cổ Bắc giới